# Business Versus Love
Business Versus Love è un cortometraggio muto del 1914 diretto da Thomas Ricketts.

## Produzione
Il film fu prodotto dall'American Film Manufacturing Company.

## Distribuzione
Distribuito dalla Mutual Film, il film - un cortometraggio di una bobina - uscì nelle sale cinematografiche USA il 22 luglio 1914.